# Yousef Al-Rawashdeh
Yousef Al-Rawashdeh (né le 14 mars 1990 à Dubaï aux Émirats arabes unis), est un footballeur jordanien.

## Biographie
Né à Dubaï, il commence à jouer au football professionnel en 2012 avec l'Al-Arabi Irbid. Il joue pour cette équipe pendant un an. Il se joint ensuite à l'Al-Jazeera Amman, où il reste un an avant de rejoindre le club d'Al-Ramtha. 
En 2015, il participe à la Coupe d'Asie des nations de football 2015 avec la Jordanie.

## Équipes professionnelles
- 2012-2013 :  Al-Arabi Irbid
- 2013-2014 :  Al-Jazeera Amman
- 2014- :  Al-Ramtha